# Interstellar (soundtrack)

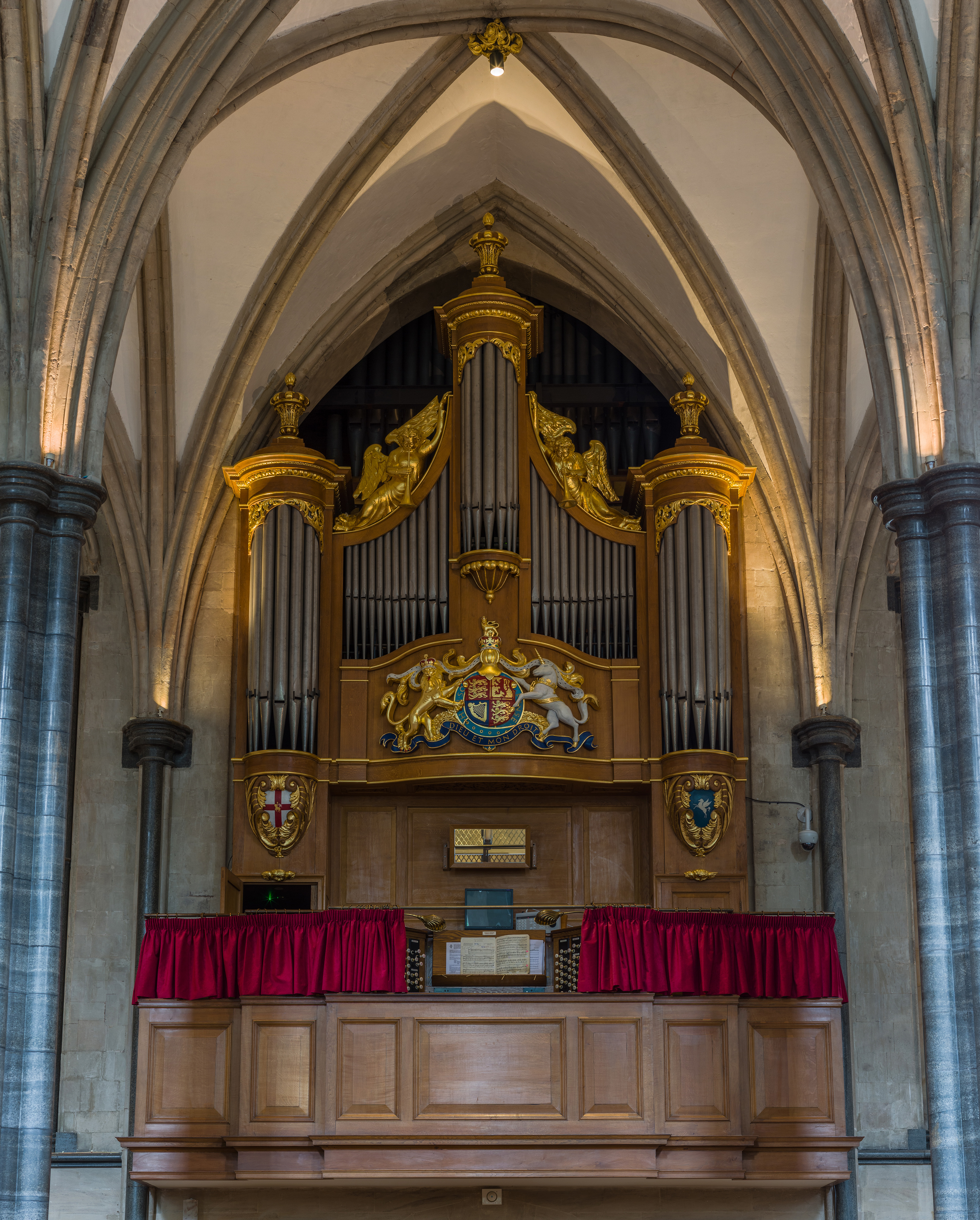
Het pijporgel uit de Temple Church in Londen.

Interstellar is de originele soundtrack van de film met dezelfde naam die werd gecomponeerd door Hans Zimmer. Het album werd op 17 november 2014 uitgebracht door WaterTower Music.
Zimmer begon al in oktober 2012 aan een demo te werken na een gesprek met regisseur Christopher Nolan over de nieuwe film toentertijd. In een proces van twee jaar schreef Zimmer aan de muziek in fases van de ontwikkeling van de film. Het merendeel van de definitieve opnames vonden plaats in 2014. De filmmuziek bestaat voornamelijk uit symfonische en elektronische muziek. Zimmer gebruikte voor het maken van de muziek ook een pijporgel (Harrison & Harrison organ uit 1926) uit de Temple Church (Kerkgebouw uit de 12e eeuw in Londen). Dit instrument werd door de huidige organist van de kerk Roger Sayer bespeeld. Verder bestond het orkest uit het muziekensemble van 34 strijkers, 24 blazers en 4 pianisten. Het orkest stond onder leiding van de dirigenten Gavin Greenaway en Richard Harvey. Het 60 koppige gemengd koor werd uitgevoerd door de London Voices en stond onder leiding van Ben Parry en Terry Edwards.
In 2014 stond het album in onder meer de Amerikaanse Billboard 200 op plaats 20. In de Nederlandse Album Top 100 was het album 1 week in de lijst op plaats 66 en in de Vlaamse Ultratop 200 Albums stond het album 43 weken in de lijst met als hoogste notering plaats 30.

## Solisten
- Ann Marie Calhoun - Viool
- Caroline Dale - Cello
- Skaila Kanga - Harp
- Peter Lale - Altviool
- Frank Ricotti - Percussie
- Roger Sayer - Pijporgel
- Mary Scully - Contrabas
- Chas Smith - Weissenborn
- Richard Watkins - Hoorn
- Hans Zimmer - Piano, Synthesizer

## Nummers

### Standard edition
| Nr. | Tilel                   | Duur |
| --- | ----------------------- | ---- |
| 1   | Dreaming of the Crash   | 3:55 |
| 2   | Cornfield Chase         | 2:06 |
| 3   | Dust                    | 5:41 |
| 4   | Day One                 | 3:19 |
| 5   | Stay                    | 6:52 |
| 6   | Message from Home       | 1:40 |
| 7   | The Wormhole            | 1:30 |
| 8   | Mountains               | 3:39 |
| 9   | Afraid of Time          | 2:32 |
| 10  | A Place Among the Stars | 3:27 |
| 11  | Running Out             | 1:57 |
| 12  | I'm Going Home          | 5:48 |
| 13  | Coward                  | 8:26 |
| 14  | Detach                  | 6:42 |
| 15  | S.T.A.Y.                | 6:23 |
| 16  | Where We're Going       | 7:41 |

### Deluxe edition
Dit zijn bonus tracks die alleen zijn uitgebracht als muziekdownload.
| 17 | First Step                                                           | 1:47 |
| 18 | Flying Drone                                                         | 1:53 |
| 19 | Atmospheric Entry                                                    | 1:40 |
| 20 | No Need to Come Back                                                 | 4:32 |
| 21 | Imperfect Lock                                                       | 6:54 |
| 22 | No Time for Caution                                                  | 4:06 |
| 23 | What Happens Now?                                                    | 2:26 |
| 24 | Do not go gentle into that good night (geschreven door Dylan Thomas) | 1:39 |

### 2LP Vinyl edition
| Nr. | Tilel                                 | Duur  |
| --- | ------------------------------------- | ----- |
| A1  | Dreaming of the Crash                 | 3:55  |
| A2  | Cornfield Chase                       | 2:06  |
| A3  | Dust                                  | 5:41  |
| A4  | Day One                               | 3:19  |
| A5  | Message from Home                     | 1:40  |
| B6  | Stay                                  | 6:52  |
| B7  | The Wormhole                          | 1:30  |
| B8  | Afraid of Time                        | 2:32  |
| B9  | A Place Among the Stars               | 3:27  |
| B10 | No Time for Caution                   | 4:05  |
| C11 | Murph                                 | 11:21 |
| C12 | Detach                                | 6:42  |
| D13 | Running Out                           | 1:57  |
| D14 | Tick Tock                             | 8:19  |
| D15 | Where We're Going                     | 7:41  |
| D16 | Do not Go Gentle into that Good Night | 1:37  |

### 2CD Expanded edition (2020)
| Nr.  | Tilel                                                                | Duur  |
| ---- | -------------------------------------------------------------------- | ----- |
| 1-1  | Dreaming of the Crash                                                | 3:55  |
| 1-2  | Cornfield Chase                                                      | 2:06  |
| 1-3  | Dust                                                                 | 5:41  |
| 1-4  | Day One                                                              | 3:19  |
| 1-5  | Stay                                                                 | 6:52  |
| 1-6  | Message from Home                                                    | 1:40  |
| 1-7  | The Wormhole                                                         | 1:30  |
| 1-8  | Mountains                                                            | 3:39  |
| 1-9  | Afraid of Time                                                       | 2:32  |
| 1-10 | A Place Among the Stars                                              | 3:27  |
| 1-11 | Running Out                                                          | 1:57  |
| 1-12 | I'm Going Home                                                       | 5:48  |
| 1-13 | Coward                                                               | 8:26  |
| 1-14 | Detach                                                               | 6:42  |
| 1-15 | S.T.A.Y.                                                             | 6:23  |
| 1-16 | Where We're Going                                                    | 7:41  |
| 2-1  | First Step                                                           | 1:47  |
| 2-2  | Flying Drone                                                         | 1:53  |
| 2-3  | Atmospheric Entry                                                    | 1:40  |
| 2-4  | No Need to Come Back                                                 | 4:32  |
| 2-5  | Imperfect Lock                                                       | 6:54  |
| 2-6  | No Time for Caution                                                  | 4:06  |
| 2-7  | What Happens Now?                                                    | 2:26  |
| 2-8  | Who’s They?                                                          | 7:17  |
| 2-9  | Murph                                                                | 11:20 |
| 2-10 | Organ Variation                                                      | 4:51  |
| 2-11 | Tick-Tock                                                            | 8:18  |
| 2-12 | Day One (Original Demo)                                              | 3:49  |
| 2-13 | Day One Dark                                                         | 6:57  |
| 2-14 | Do not go gentle into that good night (geschreven door Dylan Thomas) | 1:39  |

## Hitnoteringen

### NederlandseAlbum Top 100
| Hitnotering: 22-11-2014 | Hitnotering: 22-11-2014 | Hitnotering: 22-11-2014 |
| Week:                   | 1                       |                         |
| ----------------------- | ----------------------- | ----------------------- |
| Positie:                | 66                      | uit                     |

### VlaamseUltratop 200Albums
| Hitnotering: (Week 1 t/m 11) 29-11-2014 t/m 07-02-2015 Hitnotering: (Week 12 t/m 13) 28-02-2015 t/m 07-03-2015 Hitnotering: (Week 14) 21-03-2015 Hitnotering: (Week 15 t/m 21) 04-04-2015 t/m 16-05-2015 Hitnotering: (Week 22) 20-06-2015 Hitnotering: (Week 23) 04-07-2015 Hitnotering: (Week 24 t/m 25) 05-09-2015 t/m 12-09-2015 Hitnotering: (Week 26) 10-10-2015 Hitnotering: (Week 27) 05-03-2016 Hitnotering: (Week 28) 23-04-2016 Hitnotering: (Week 29) 21-05-2016 Hitnotering: (Week 30) 10-09-2016 Hitnotering: (Week 31) 11-02-2017 Hitnotering: (Week 32) 18-03-2017 Hitnotering: (Week 33) 06-05-2017 Hitnotering: (Week 34) 24-06-2017 Hitnotering: (Week 35) 29-07-2017 Hitnotering: (Week 36 t/m 39) 15-01-2022 t/m 19-02-2022 Hitnotering: (Week 40) 30-04-2022 Hitnotering: (Week 41 t/m 42) 02-03-2024 t/m 09-03-2024 Hitnotering: (Week 43) 01-06-2024 | Hitnotering: (Week 1 t/m 11) 29-11-2014 t/m 07-02-2015 Hitnotering: (Week 12 t/m 13) 28-02-2015 t/m 07-03-2015 Hitnotering: (Week 14) 21-03-2015 Hitnotering: (Week 15 t/m 21) 04-04-2015 t/m 16-05-2015 Hitnotering: (Week 22) 20-06-2015 Hitnotering: (Week 23) 04-07-2015 Hitnotering: (Week 24 t/m 25) 05-09-2015 t/m 12-09-2015 Hitnotering: (Week 26) 10-10-2015 Hitnotering: (Week 27) 05-03-2016 Hitnotering: (Week 28) 23-04-2016 Hitnotering: (Week 29) 21-05-2016 Hitnotering: (Week 30) 10-09-2016 Hitnotering: (Week 31) 11-02-2017 Hitnotering: (Week 32) 18-03-2017 Hitnotering: (Week 33) 06-05-2017 Hitnotering: (Week 34) 24-06-2017 Hitnotering: (Week 35) 29-07-2017 Hitnotering: (Week 36 t/m 39) 15-01-2022 t/m 19-02-2022 Hitnotering: (Week 40) 30-04-2022 Hitnotering: (Week 41 t/m 42) 02-03-2024 t/m 09-03-2024 Hitnotering: (Week 43) 01-06-2024 | Hitnotering: (Week 1 t/m 11) 29-11-2014 t/m 07-02-2015 Hitnotering: (Week 12 t/m 13) 28-02-2015 t/m 07-03-2015 Hitnotering: (Week 14) 21-03-2015 Hitnotering: (Week 15 t/m 21) 04-04-2015 t/m 16-05-2015 Hitnotering: (Week 22) 20-06-2015 Hitnotering: (Week 23) 04-07-2015 Hitnotering: (Week 24 t/m 25) 05-09-2015 t/m 12-09-2015 Hitnotering: (Week 26) 10-10-2015 Hitnotering: (Week 27) 05-03-2016 Hitnotering: (Week 28) 23-04-2016 Hitnotering: (Week 29) 21-05-2016 Hitnotering: (Week 30) 10-09-2016 Hitnotering: (Week 31) 11-02-2017 Hitnotering: (Week 32) 18-03-2017 Hitnotering: (Week 33) 06-05-2017 Hitnotering: (Week 34) 24-06-2017 Hitnotering: (Week 35) 29-07-2017 Hitnotering: (Week 36 t/m 39) 15-01-2022 t/m 19-02-2022 Hitnotering: (Week 40) 30-04-2022 Hitnotering: (Week 41 t/m 42) 02-03-2024 t/m 09-03-2024 Hitnotering: (Week 43) 01-06-2024 | Hitnotering: (Week 1 t/m 11) 29-11-2014 t/m 07-02-2015 Hitnotering: (Week 12 t/m 13) 28-02-2015 t/m 07-03-2015 Hitnotering: (Week 14) 21-03-2015 Hitnotering: (Week 15 t/m 21) 04-04-2015 t/m 16-05-2015 Hitnotering: (Week 22) 20-06-2015 Hitnotering: (Week 23) 04-07-2015 Hitnotering: (Week 24 t/m 25) 05-09-2015 t/m 12-09-2015 Hitnotering: (Week 26) 10-10-2015 Hitnotering: (Week 27) 05-03-2016 Hitnotering: (Week 28) 23-04-2016 Hitnotering: (Week 29) 21-05-2016 Hitnotering: (Week 30) 10-09-2016 Hitnotering: (Week 31) 11-02-2017 Hitnotering: (Week 32) 18-03-2017 Hitnotering: (Week 33) 06-05-2017 Hitnotering: (Week 34) 24-06-2017 Hitnotering: (Week 35) 29-07-2017 Hitnotering: (Week 36 t/m 39) 15-01-2022 t/m 19-02-2022 Hitnotering: (Week 40) 30-04-2022 Hitnotering: (Week 41 t/m 42) 02-03-2024 t/m 09-03-2024 Hitnotering: (Week 43) 01-06-2024 | Hitnotering: (Week 1 t/m 11) 29-11-2014 t/m 07-02-2015 Hitnotering: (Week 12 t/m 13) 28-02-2015 t/m 07-03-2015 Hitnotering: (Week 14) 21-03-2015 Hitnotering: (Week 15 t/m 21) 04-04-2015 t/m 16-05-2015 Hitnotering: (Week 22) 20-06-2015 Hitnotering: (Week 23) 04-07-2015 Hitnotering: (Week 24 t/m 25) 05-09-2015 t/m 12-09-2015 Hitnotering: (Week 26) 10-10-2015 Hitnotering: (Week 27) 05-03-2016 Hitnotering: (Week 28) 23-04-2016 Hitnotering: (Week 29) 21-05-2016 Hitnotering: (Week 30) 10-09-2016 Hitnotering: (Week 31) 11-02-2017 Hitnotering: (Week 32) 18-03-2017 Hitnotering: (Week 33) 06-05-2017 Hitnotering: (Week 34) 24-06-2017 Hitnotering: (Week 35) 29-07-2017 Hitnotering: (Week 36 t/m 39) 15-01-2022 t/m 19-02-2022 Hitnotering: (Week 40) 30-04-2022 Hitnotering: (Week 41 t/m 42) 02-03-2024 t/m 09-03-2024 Hitnotering: (Week 43) 01-06-2024 | Hitnotering: (Week 1 t/m 11) 29-11-2014 t/m 07-02-2015 Hitnotering: (Week 12 t/m 13) 28-02-2015 t/m 07-03-2015 Hitnotering: (Week 14) 21-03-2015 Hitnotering: (Week 15 t/m 21) 04-04-2015 t/m 16-05-2015 Hitnotering: (Week 22) 20-06-2015 Hitnotering: (Week 23) 04-07-2015 Hitnotering: (Week 24 t/m 25) 05-09-2015 t/m 12-09-2015 Hitnotering: (Week 26) 10-10-2015 Hitnotering: (Week 27) 05-03-2016 Hitnotering: (Week 28) 23-04-2016 Hitnotering: (Week 29) 21-05-2016 Hitnotering: (Week 30) 10-09-2016 Hitnotering: (Week 31) 11-02-2017 Hitnotering: (Week 32) 18-03-2017 Hitnotering: (Week 33) 06-05-2017 Hitnotering: (Week 34) 24-06-2017 Hitnotering: (Week 35) 29-07-2017 Hitnotering: (Week 36 t/m 39) 15-01-2022 t/m 19-02-2022 Hitnotering: (Week 40) 30-04-2022 Hitnotering: (Week 41 t/m 42) 02-03-2024 t/m 09-03-2024 Hitnotering: (Week 43) 01-06-2024 | Hitnotering: (Week 1 t/m 11) 29-11-2014 t/m 07-02-2015 Hitnotering: (Week 12 t/m 13) 28-02-2015 t/m 07-03-2015 Hitnotering: (Week 14) 21-03-2015 Hitnotering: (Week 15 t/m 21) 04-04-2015 t/m 16-05-2015 Hitnotering: (Week 22) 20-06-2015 Hitnotering: (Week 23) 04-07-2015 Hitnotering: (Week 24 t/m 25) 05-09-2015 t/m 12-09-2015 Hitnotering: (Week 26) 10-10-2015 Hitnotering: (Week 27) 05-03-2016 Hitnotering: (Week 28) 23-04-2016 Hitnotering: (Week 29) 21-05-2016 Hitnotering: (Week 30) 10-09-2016 Hitnotering: (Week 31) 11-02-2017 Hitnotering: (Week 32) 18-03-2017 Hitnotering: (Week 33) 06-05-2017 Hitnotering: (Week 34) 24-06-2017 Hitnotering: (Week 35) 29-07-2017 Hitnotering: (Week 36 t/m 39) 15-01-2022 t/m 19-02-2022 Hitnotering: (Week 40) 30-04-2022 Hitnotering: (Week 41 t/m 42) 02-03-2024 t/m 09-03-2024 Hitnotering: (Week 43) 01-06-2024 | Hitnotering: (Week 1 t/m 11) 29-11-2014 t/m 07-02-2015 Hitnotering: (Week 12 t/m 13) 28-02-2015 t/m 07-03-2015 Hitnotering: (Week 14) 21-03-2015 Hitnotering: (Week 15 t/m 21) 04-04-2015 t/m 16-05-2015 Hitnotering: (Week 22) 20-06-2015 Hitnotering: (Week 23) 04-07-2015 Hitnotering: (Week 24 t/m 25) 05-09-2015 t/m 12-09-2015 Hitnotering: (Week 26) 10-10-2015 Hitnotering: (Week 27) 05-03-2016 Hitnotering: (Week 28) 23-04-2016 Hitnotering: (Week 29) 21-05-2016 Hitnotering: (Week 30) 10-09-2016 Hitnotering: (Week 31) 11-02-2017 Hitnotering: (Week 32) 18-03-2017 Hitnotering: (Week 33) 06-05-2017 Hitnotering: (Week 34) 24-06-2017 Hitnotering: (Week 35) 29-07-2017 Hitnotering: (Week 36 t/m 39) 15-01-2022 t/m 19-02-2022 Hitnotering: (Week 40) 30-04-2022 Hitnotering: (Week 41 t/m 42) 02-03-2024 t/m 09-03-2024 Hitnotering: (Week 43) 01-06-2024 | Hitnotering: (Week 1 t/m 11) 29-11-2014 t/m 07-02-2015 Hitnotering: (Week 12 t/m 13) 28-02-2015 t/m 07-03-2015 Hitnotering: (Week 14) 21-03-2015 Hitnotering: (Week 15 t/m 21) 04-04-2015 t/m 16-05-2015 Hitnotering: (Week 22) 20-06-2015 Hitnotering: (Week 23) 04-07-2015 Hitnotering: (Week 24 t/m 25) 05-09-2015 t/m 12-09-2015 Hitnotering: (Week 26) 10-10-2015 Hitnotering: (Week 27) 05-03-2016 Hitnotering: (Week 28) 23-04-2016 Hitnotering: (Week 29) 21-05-2016 Hitnotering: (Week 30) 10-09-2016 Hitnotering: (Week 31) 11-02-2017 Hitnotering: (Week 32) 18-03-2017 Hitnotering: (Week 33) 06-05-2017 Hitnotering: (Week 34) 24-06-2017 Hitnotering: (Week 35) 29-07-2017 Hitnotering: (Week 36 t/m 39) 15-01-2022 t/m 19-02-2022 Hitnotering: (Week 40) 30-04-2022 Hitnotering: (Week 41 t/m 42) 02-03-2024 t/m 09-03-2024 Hitnotering: (Week 43) 01-06-2024 | Hitnotering: (Week 1 t/m 11) 29-11-2014 t/m 07-02-2015 Hitnotering: (Week 12 t/m 13) 28-02-2015 t/m 07-03-2015 Hitnotering: (Week 14) 21-03-2015 Hitnotering: (Week 15 t/m 21) 04-04-2015 t/m 16-05-2015 Hitnotering: (Week 22) 20-06-2015 Hitnotering: (Week 23) 04-07-2015 Hitnotering: (Week 24 t/m 25) 05-09-2015 t/m 12-09-2015 Hitnotering: (Week 26) 10-10-2015 Hitnotering: (Week 27) 05-03-2016 Hitnotering: (Week 28) 23-04-2016 Hitnotering: (Week 29) 21-05-2016 Hitnotering: (Week 30) 10-09-2016 Hitnotering: (Week 31) 11-02-2017 Hitnotering: (Week 32) 18-03-2017 Hitnotering: (Week 33) 06-05-2017 Hitnotering: (Week 34) 24-06-2017 Hitnotering: (Week 35) 29-07-2017 Hitnotering: (Week 36 t/m 39) 15-01-2022 t/m 19-02-2022 Hitnotering: (Week 40) 30-04-2022 Hitnotering: (Week 41 t/m 42) 02-03-2024 t/m 09-03-2024 Hitnotering: (Week 43) 01-06-2024 | Hitnotering: (Week 1 t/m 11) 29-11-2014 t/m 07-02-2015 Hitnotering: (Week 12 t/m 13) 28-02-2015 t/m 07-03-2015 Hitnotering: (Week 14) 21-03-2015 Hitnotering: (Week 15 t/m 21) 04-04-2015 t/m 16-05-2015 Hitnotering: (Week 22) 20-06-2015 Hitnotering: (Week 23) 04-07-2015 Hitnotering: (Week 24 t/m 25) 05-09-2015 t/m 12-09-2015 Hitnotering: (Week 26) 10-10-2015 Hitnotering: (Week 27) 05-03-2016 Hitnotering: (Week 28) 23-04-2016 Hitnotering: (Week 29) 21-05-2016 Hitnotering: (Week 30) 10-09-2016 Hitnotering: (Week 31) 11-02-2017 Hitnotering: (Week 32) 18-03-2017 Hitnotering: (Week 33) 06-05-2017 Hitnotering: (Week 34) 24-06-2017 Hitnotering: (Week 35) 29-07-2017 Hitnotering: (Week 36 t/m 39) 15-01-2022 t/m 19-02-2022 Hitnotering: (Week 40) 30-04-2022 Hitnotering: (Week 41 t/m 42) 02-03-2024 t/m 09-03-2024 Hitnotering: (Week 43) 01-06-2024 | Hitnotering: (Week 1 t/m 11) 29-11-2014 t/m 07-02-2015 Hitnotering: (Week 12 t/m 13) 28-02-2015 t/m 07-03-2015 Hitnotering: (Week 14) 21-03-2015 Hitnotering: (Week 15 t/m 21) 04-04-2015 t/m 16-05-2015 Hitnotering: (Week 22) 20-06-2015 Hitnotering: (Week 23) 04-07-2015 Hitnotering: (Week 24 t/m 25) 05-09-2015 t/m 12-09-2015 Hitnotering: (Week 26) 10-10-2015 Hitnotering: (Week 27) 05-03-2016 Hitnotering: (Week 28) 23-04-2016 Hitnotering: (Week 29) 21-05-2016 Hitnotering: (Week 30) 10-09-2016 Hitnotering: (Week 31) 11-02-2017 Hitnotering: (Week 32) 18-03-2017 Hitnotering: (Week 33) 06-05-2017 Hitnotering: (Week 34) 24-06-2017 Hitnotering: (Week 35) 29-07-2017 Hitnotering: (Week 36 t/m 39) 15-01-2022 t/m 19-02-2022 Hitnotering: (Week 40) 30-04-2022 Hitnotering: (Week 41 t/m 42) 02-03-2024 t/m 09-03-2024 Hitnotering: (Week 43) 01-06-2024 | Hitnotering: (Week 1 t/m 11) 29-11-2014 t/m 07-02-2015 Hitnotering: (Week 12 t/m 13) 28-02-2015 t/m 07-03-2015 Hitnotering: (Week 14) 21-03-2015 Hitnotering: (Week 15 t/m 21) 04-04-2015 t/m 16-05-2015 Hitnotering: (Week 22) 20-06-2015 Hitnotering: (Week 23) 04-07-2015 Hitnotering: (Week 24 t/m 25) 05-09-2015 t/m 12-09-2015 Hitnotering: (Week 26) 10-10-2015 Hitnotering: (Week 27) 05-03-2016 Hitnotering: (Week 28) 23-04-2016 Hitnotering: (Week 29) 21-05-2016 Hitnotering: (Week 30) 10-09-2016 Hitnotering: (Week 31) 11-02-2017 Hitnotering: (Week 32) 18-03-2017 Hitnotering: (Week 33) 06-05-2017 Hitnotering: (Week 34) 24-06-2017 Hitnotering: (Week 35) 29-07-2017 Hitnotering: (Week 36 t/m 39) 15-01-2022 t/m 19-02-2022 Hitnotering: (Week 40) 30-04-2022 Hitnotering: (Week 41 t/m 42) 02-03-2024 t/m 09-03-2024 Hitnotering: (Week 43) 01-06-2024 | Hitnotering: (Week 1 t/m 11) 29-11-2014 t/m 07-02-2015 Hitnotering: (Week 12 t/m 13) 28-02-2015 t/m 07-03-2015 Hitnotering: (Week 14) 21-03-2015 Hitnotering: (Week 15 t/m 21) 04-04-2015 t/m 16-05-2015 Hitnotering: (Week 22) 20-06-2015 Hitnotering: (Week 23) 04-07-2015 Hitnotering: (Week 24 t/m 25) 05-09-2015 t/m 12-09-2015 Hitnotering: (Week 26) 10-10-2015 Hitnotering: (Week 27) 05-03-2016 Hitnotering: (Week 28) 23-04-2016 Hitnotering: (Week 29) 21-05-2016 Hitnotering: (Week 30) 10-09-2016 Hitnotering: (Week 31) 11-02-2017 Hitnotering: (Week 32) 18-03-2017 Hitnotering: (Week 33) 06-05-2017 Hitnotering: (Week 34) 24-06-2017 Hitnotering: (Week 35) 29-07-2017 Hitnotering: (Week 36 t/m 39) 15-01-2022 t/m 19-02-2022 Hitnotering: (Week 40) 30-04-2022 Hitnotering: (Week 41 t/m 42) 02-03-2024 t/m 09-03-2024 Hitnotering: (Week 43) 01-06-2024 | Hitnotering: (Week 1 t/m 11) 29-11-2014 t/m 07-02-2015 Hitnotering: (Week 12 t/m 13) 28-02-2015 t/m 07-03-2015 Hitnotering: (Week 14) 21-03-2015 Hitnotering: (Week 15 t/m 21) 04-04-2015 t/m 16-05-2015 Hitnotering: (Week 22) 20-06-2015 Hitnotering: (Week 23) 04-07-2015 Hitnotering: (Week 24 t/m 25) 05-09-2015 t/m 12-09-2015 Hitnotering: (Week 26) 10-10-2015 Hitnotering: (Week 27) 05-03-2016 Hitnotering: (Week 28) 23-04-2016 Hitnotering: (Week 29) 21-05-2016 Hitnotering: (Week 30) 10-09-2016 Hitnotering: (Week 31) 11-02-2017 Hitnotering: (Week 32) 18-03-2017 Hitnotering: (Week 33) 06-05-2017 Hitnotering: (Week 34) 24-06-2017 Hitnotering: (Week 35) 29-07-2017 Hitnotering: (Week 36 t/m 39) 15-01-2022 t/m 19-02-2022 Hitnotering: (Week 40) 30-04-2022 Hitnotering: (Week 41 t/m 42) 02-03-2024 t/m 09-03-2024 Hitnotering: (Week 43) 01-06-2024 | Hitnotering: (Week 1 t/m 11) 29-11-2014 t/m 07-02-2015 Hitnotering: (Week 12 t/m 13) 28-02-2015 t/m 07-03-2015 Hitnotering: (Week 14) 21-03-2015 Hitnotering: (Week 15 t/m 21) 04-04-2015 t/m 16-05-2015 Hitnotering: (Week 22) 20-06-2015 Hitnotering: (Week 23) 04-07-2015 Hitnotering: (Week 24 t/m 25) 05-09-2015 t/m 12-09-2015 Hitnotering: (Week 26) 10-10-2015 Hitnotering: (Week 27) 05-03-2016 Hitnotering: (Week 28) 23-04-2016 Hitnotering: (Week 29) 21-05-2016 Hitnotering: (Week 30) 10-09-2016 Hitnotering: (Week 31) 11-02-2017 Hitnotering: (Week 32) 18-03-2017 Hitnotering: (Week 33) 06-05-2017 Hitnotering: (Week 34) 24-06-2017 Hitnotering: (Week 35) 29-07-2017 Hitnotering: (Week 36 t/m 39) 15-01-2022 t/m 19-02-2022 Hitnotering: (Week 40) 30-04-2022 Hitnotering: (Week 41 t/m 42) 02-03-2024 t/m 09-03-2024 Hitnotering: (Week 43) 01-06-2024 | Hitnotering: (Week 1 t/m 11) 29-11-2014 t/m 07-02-2015 Hitnotering: (Week 12 t/m 13) 28-02-2015 t/m 07-03-2015 Hitnotering: (Week 14) 21-03-2015 Hitnotering: (Week 15 t/m 21) 04-04-2015 t/m 16-05-2015 Hitnotering: (Week 22) 20-06-2015 Hitnotering: (Week 23) 04-07-2015 Hitnotering: (Week 24 t/m 25) 05-09-2015 t/m 12-09-2015 Hitnotering: (Week 26) 10-10-2015 Hitnotering: (Week 27) 05-03-2016 Hitnotering: (Week 28) 23-04-2016 Hitnotering: (Week 29) 21-05-2016 Hitnotering: (Week 30) 10-09-2016 Hitnotering: (Week 31) 11-02-2017 Hitnotering: (Week 32) 18-03-2017 Hitnotering: (Week 33) 06-05-2017 Hitnotering: (Week 34) 24-06-2017 Hitnotering: (Week 35) 29-07-2017 Hitnotering: (Week 36 t/m 39) 15-01-2022 t/m 19-02-2022 Hitnotering: (Week 40) 30-04-2022 Hitnotering: (Week 41 t/m 42) 02-03-2024 t/m 09-03-2024 Hitnotering: (Week 43) 01-06-2024 | Hitnotering: (Week 1 t/m 11) 29-11-2014 t/m 07-02-2015 Hitnotering: (Week 12 t/m 13) 28-02-2015 t/m 07-03-2015 Hitnotering: (Week 14) 21-03-2015 Hitnotering: (Week 15 t/m 21) 04-04-2015 t/m 16-05-2015 Hitnotering: (Week 22) 20-06-2015 Hitnotering: (Week 23) 04-07-2015 Hitnotering: (Week 24 t/m 25) 05-09-2015 t/m 12-09-2015 Hitnotering: (Week 26) 10-10-2015 Hitnotering: (Week 27) 05-03-2016 Hitnotering: (Week 28) 23-04-2016 Hitnotering: (Week 29) 21-05-2016 Hitnotering: (Week 30) 10-09-2016 Hitnotering: (Week 31) 11-02-2017 Hitnotering: (Week 32) 18-03-2017 Hitnotering: (Week 33) 06-05-2017 Hitnotering: (Week 34) 24-06-2017 Hitnotering: (Week 35) 29-07-2017 Hitnotering: (Week 36 t/m 39) 15-01-2022 t/m 19-02-2022 Hitnotering: (Week 40) 30-04-2022 Hitnotering: (Week 41 t/m 42) 02-03-2024 t/m 09-03-2024 Hitnotering: (Week 43) 01-06-2024 | Hitnotering: (Week 1 t/m 11) 29-11-2014 t/m 07-02-2015 Hitnotering: (Week 12 t/m 13) 28-02-2015 t/m 07-03-2015 Hitnotering: (Week 14) 21-03-2015 Hitnotering: (Week 15 t/m 21) 04-04-2015 t/m 16-05-2015 Hitnotering: (Week 22) 20-06-2015 Hitnotering: (Week 23) 04-07-2015 Hitnotering: (Week 24 t/m 25) 05-09-2015 t/m 12-09-2015 Hitnotering: (Week 26) 10-10-2015 Hitnotering: (Week 27) 05-03-2016 Hitnotering: (Week 28) 23-04-2016 Hitnotering: (Week 29) 21-05-2016 Hitnotering: (Week 30) 10-09-2016 Hitnotering: (Week 31) 11-02-2017 Hitnotering: (Week 32) 18-03-2017 Hitnotering: (Week 33) 06-05-2017 Hitnotering: (Week 34) 24-06-2017 Hitnotering: (Week 35) 29-07-2017 Hitnotering: (Week 36 t/m 39) 15-01-2022 t/m 19-02-2022 Hitnotering: (Week 40) 30-04-2022 Hitnotering: (Week 41 t/m 42) 02-03-2024 t/m 09-03-2024 Hitnotering: (Week 43) 01-06-2024 | Hitnotering: (Week 1 t/m 11) 29-11-2014 t/m 07-02-2015 Hitnotering: (Week 12 t/m 13) 28-02-2015 t/m 07-03-2015 Hitnotering: (Week 14) 21-03-2015 Hitnotering: (Week 15 t/m 21) 04-04-2015 t/m 16-05-2015 Hitnotering: (Week 22) 20-06-2015 Hitnotering: (Week 23) 04-07-2015 Hitnotering: (Week 24 t/m 25) 05-09-2015 t/m 12-09-2015 Hitnotering: (Week 26) 10-10-2015 Hitnotering: (Week 27) 05-03-2016 Hitnotering: (Week 28) 23-04-2016 Hitnotering: (Week 29) 21-05-2016 Hitnotering: (Week 30) 10-09-2016 Hitnotering: (Week 31) 11-02-2017 Hitnotering: (Week 32) 18-03-2017 Hitnotering: (Week 33) 06-05-2017 Hitnotering: (Week 34) 24-06-2017 Hitnotering: (Week 35) 29-07-2017 Hitnotering: (Week 36 t/m 39) 15-01-2022 t/m 19-02-2022 Hitnotering: (Week 40) 30-04-2022 Hitnotering: (Week 41 t/m 42) 02-03-2024 t/m 09-03-2024 Hitnotering: (Week 43) 01-06-2024 | Hitnotering: (Week 1 t/m 11) 29-11-2014 t/m 07-02-2015 Hitnotering: (Week 12 t/m 13) 28-02-2015 t/m 07-03-2015 Hitnotering: (Week 14) 21-03-2015 Hitnotering: (Week 15 t/m 21) 04-04-2015 t/m 16-05-2015 Hitnotering: (Week 22) 20-06-2015 Hitnotering: (Week 23) 04-07-2015 Hitnotering: (Week 24 t/m 25) 05-09-2015 t/m 12-09-2015 Hitnotering: (Week 26) 10-10-2015 Hitnotering: (Week 27) 05-03-2016 Hitnotering: (Week 28) 23-04-2016 Hitnotering: (Week 29) 21-05-2016 Hitnotering: (Week 30) 10-09-2016 Hitnotering: (Week 31) 11-02-2017 Hitnotering: (Week 32) 18-03-2017 Hitnotering: (Week 33) 06-05-2017 Hitnotering: (Week 34) 24-06-2017 Hitnotering: (Week 35) 29-07-2017 Hitnotering: (Week 36 t/m 39) 15-01-2022 t/m 19-02-2022 Hitnotering: (Week 40) 30-04-2022 Hitnotering: (Week 41 t/m 42) 02-03-2024 t/m 09-03-2024 Hitnotering: (Week 43) 01-06-2024 |
| Week: | 1 | 2 | 3 | 4 | 5 | 6 | 7 | 8 | 9 | 10 | 11 | | 12 | 13 | | 14 | | 15 | 16 | 17 |
| --- | --- | --- | --- | --- | --- | --- | --- | --- | --- | --- | --- | --- | --- | --- | --- | --- | --- | --- | --- | --- |
| Positie: | 30 | 101 | 93 | 115 | 174 | 154 | 109 | 94 | 83 | 125 | 172 | uit | 149 | 123 | uit | 145 | uit | 146 | 177 | 88 |
| Week: | 18 | 19 | 20 | 21 | | 22 | | 23 | | 24 | 25 | | 26 | | 27 | | 28 | | 29 | |
| Positie: | 124 | 128 | 140 | 121 | uit | 166 | uit | 191 | uit | 154 | 159 | uit | 164 | uit | 190 | uit | 147 | uit | 188 | uit |
| Week: | 30 | | 31 | | 32 | | 33 | | 34 | | 35 | | 36 | 37 | 38 | 39 | | 40 | | 41 |
| Positie: | 159 | uit | 185 | uit | 190 | uit | 177 | uit | 152 | uit | 200 | uit | 87 | 186 | 173 | 183 | uit | 194 | uit | 200 |
| Week: | 42 | | 43 | | | | | | | | | | | | | | | | | |
| Positie: | 177 | uit | 194 | uit | | | | | | | | | | | | | | | | |

### NPO Klassiek Filmmuziek Top 200
| Interstellar in de NPO Klassiek Filmmuziek Top 200 | Interstellar in de NPO Klassiek Filmmuziek Top 200 | Interstellar in de NPO Klassiek Filmmuziek Top 200 | Interstellar in de NPO Klassiek Filmmuziek Top 200 | Interstellar in de NPO Klassiek Filmmuziek Top 200 | Interstellar in de NPO Klassiek Filmmuziek Top 200 | Interstellar in de NPO Klassiek Filmmuziek Top 200 | Interstellar in de NPO Klassiek Filmmuziek Top 200 | Interstellar in de NPO Klassiek Filmmuziek Top 200 | Interstellar in de NPO Klassiek Filmmuziek Top 200 |
| Jaar                                               | 2017                                               | 2018                                               | 2019                                               | 2020                                               | 2021                                               | 2022                                               | 2023                                               | 2024                                               | 2025                                               |
| -------------------------------------------------- | -------------------------------------------------- | -------------------------------------------------- | -------------------------------------------------- | -------------------------------------------------- | -------------------------------------------------- | -------------------------------------------------- | -------------------------------------------------- | -------------------------------------------------- | -------------------------------------------------- |
| Positie                                            | 24                                                 | 26                                                 | 17                                                 | 18                                                 | 21                                                 | 13                                                 | 19                                                 | 14                                                 | 8                                                  |

## Prijzen en nominaties
De filmmuziek op het album is ook genomineerd voor een aantal prijzen. (selectie)
| Jaar | Prijs                 | Categorie                              | Genomineerde(n) | Uitslag     |
| ---- | --------------------- | -------------------------------------- | --------------- | ----------- |
| 2015 | Academy Award         | Beste filmmuziek                       | Hans Zimmer     | Genomineerd |
| 2015 | BAFTA Award           | Beste filmmuziek                       | Hans Zimmer     | Genomineerd |
| 2015 | Critics' Choice Award | Beste filmmuziek                       | Hans Zimmer     | Genomineerd |
| 2015 | Golden Globe          | Beste filmmuziek                       | Hans Zimmer     | Genomineerd |
| 2015 | Satellite Award       | Beste soundtrack                       | Hans Zimmer     | Genomineerd |
| 2016 | Grammy award          | Best Score Soundtrack for Visual Media | Hans Zimmer     | Genomineerd |